# Rhetus rhetus
Rhetus rhetus är en fjärilsart som beskrevs av Pieter Cramer 1775. Rhetus rhetus ingår i släktet Rhetus och familjen Riodinidae. Inga underarter finns listade.